# Список костных рыб, занесённых в Красную книгу Новосибирской области
В списке указаны все костные рыбы, включённые во 2-е издание Красной книги Новосибирской области 2008 года выпуска. По принятому постановлению главы администрации Новосибирской области, Красная книга должна переиздаваться с актуализированными данными не реже, чем каждые 10 лет.
Колонки таблицы КНСО, КР и МСОП означают, соответственно, статус указанного вида в Красной книге Новосибирской области, Красной книге России и в Международном союзе охраны природы и природных ресурсов. В случае, если в Красной книге России какой либо из описываемых видов отсутствует, то есть не отнесён ни к одной из указанных категорий, то соответствующая ячейка списка оставлена незаполненной. Категории имеют следующие обозначения:

## Список видов
Систематика классов, отрядов и семейств приведена по Nelson, 2006. Названия видов приводятся в алфавитном порядке.
| Категории охранного статуса видов в «Красной книги Новосибирской области» | Категории охранного статуса видов в «Красной книги России» |
| --- | --- |
| - 0 — таксон, вероятно исчезнувший с территории Новосибирской области - 1 — очень редкий вид, находящийся под угрозой исчезновения в ареале - 2 — редкий таксон, с сокращающейся численностью и ареалом обитания - 3 — редкий таксон, имеющий малые по численности в ареале популяции - 4 — мало изученный таксон, состояние популяции которого не известно - 5 — восстановленный таксон, заслуживающий охраны (таких видов нет) | - 0 — вероятно исчезнувшие - 1 — находящиеся под угрозой исчезновения - 2 — сокращающиеся в численности - 3 — редкие - 4 — неопределённые по статусу - 5 — восстанавливаемые и восстанавливающиеся |

Обозначения охранного статуса МСОП:
- — виды на грани исчезновения (в критическом состоянии)
- — виды под угрозой исчезновения
- — уязвимые виды
- — виды, близкие к уязвимому положению
- — виды под наименьшей угрозой
- — виды, для оценки угрозы которым не хватает данных
- — виды не представленные в Международной Красной книге

| Иллюстрация                              | Русское и латинское название, автор таксона                                   | Ареал на территории Новосибирской области. Численность и лимитирующие факторы | КНСО | КР | МСОП                                             | Прим.  |
| ---------------------------------------- | ----------------------------------------------------------------------------- | --- | ---- | -- | ------------------------------------------------ | ------ |
| Класс Лучепёрые рыбы (Actinopterygii)    |                                                                               | |      |    |                                                  |        |
| Отряд Карпообразные (Cypriniformes)      |                                                                               | |      |    |                                                  |        |
| Семейство Немахейловые (Nemacheilidae)   |                                                                               | |      |    |                                                  |        |
|                                          | Barbatula toni (Dybowski, 1869) — Сибирский усатый голец                      | В пределах Новосибирской области имеется ограниченное количество водоемов, пригодных для его обитания, можно встретить в правых притоках Новосибирского водохранилища. О численности данных нет, является типичным реофилом, уязвимый к разным типам техногенного загрязнения. | 4    |    | Вид вне опасности                                | [ 5 ]  |
| Отряд Лососеобразные (Salmoniformes)     |                                                                               | |      |    |                                                  |        |
| Семейство Лососёвые (Salmonidae)         |                                                                               | |      |    |                                                  |        |
|                                          | Ленок Brachymystax lenok (Pallas, 1773)                                       | В пределах Новосибирской области имеется ограниченное количество мест, пригодных для обитания ленка, можно встретить в притоках Новосибирского водохранилища. Данных о численности нет. | 1    | 1  |                                                  | [ 6 ]  |
|                                          | Муксун Coregonus muksun (Pallas, 1814)                                        | Ежегодно в летнее-осеннее время преднерестовые самки и самцы мигрируют в реку Обь для размножения, в Обском бассейне имеется лишь один район размножения — Верхняя Обь. В настоящее время репродуктивная численность снижается, это связано с нерациональным промысловым освоением и возрастающим браконьерством. | 2    |    | Вид вне опасности                                | [ 7 ]  |
|                                          | Нельма Stenodus leucichthys nelma (Pallas, 1773)                              | Встречается на реке Обь ниже плотины Новосибирской ГЭС. Доказано также существование верхнеобского, туводного стада нельмы в Новосибирском водохранилище и Верхней Оби. После зарегулирования стока Оби и сокращения количества нерестующих особей и площади размножения эффективность естественного воспроизводства постоянно снижается и на современном этапе тенденция изменения численности неблагоприятная и направлена на снижение. | 2    |    | Вид вне опасности                                | [ 8 ]  |
|                                          | Обыкновенный таймень Hucho taimen (Pallas, 1773)                              | Один из наиболее слабо изученных видов рыб Обского бассейна. После строительства Новосибирской ГЭС регулярно встречался только в верхнем бьефе реки Обь и в Новосибирском водохранилище. Со второй половины 1990-х гг. достоверное обнаружение тайменя отмечается не ежегодно, преимущественно в маловодные годы, это связано с сокращением нерестилищ на территории Алтайского края и Республики Алтай из-за молевого сплава леса, загрязнение акватории и массовый браконьерский промысел на путях нерестовых миграций являются основными лимитирующими факторами. | 3    | 1  | Уязвимый вид                                     | [ 9 ]  |
|                                          | Сибирский хариус Thymallus arcticus (Pallas, 1776)                            | В Новосибирской области хариус не имеет сплошного ареала. Изолированные популяции приурочены к отдельным притокам правобережья реки Обь горного и полугорного характера с быстрым течением и каменисто-галечниковым дном — рекам Бердь, Иня, Чингис, Малый Чингис. Основной район обитания хариуса связан с бассейном реки Бердь — её притоками, берущими начало на Буготакских сопках и Салаирском кряже.. Небольшое количество водоемов пригодны для обитания хариуса. В настоящее время происходит сокращение их числа вследствие разработки полезных ископаемых на берегах и в руслах рек. | 3    | 1  | Вид вне опасности                                | [ 10 ] |
| Отряд Осетрообразные (Acipenseriformes)  |                                                                               | |      |    |                                                  |        |
| Семейство Осетровые (Acipenseridae)      |                                                                               | |      |    |                                                  |        |
|                                          | Сибирский осётр Acipenser baerii (Brandt, 1869)                               | До зарегулирования стока реки Обь в Обском бассейне обитал только полупроходной сибирский осетр, для которого акватория реки в пределах Новосибирской области была прирусловой части поймы. Достоверных сведений об изменениях численности за последние 10 лет нет. Браконьерский лов, гибель особей на разных стадиях развития в результате работы водозаборов, орошения и прочих видов водоотведения или землеустроительных мероприятий, отсутствие мер охраны мест нереста, нагула, зимовки, урбанизация прилежащих к реки Обь территорий, а также аварийные ситуации на них. Негативные воздействия этих факторов на вид усугубляются особенностями его размножения: поздний возраст наступления половой зрелости, неежегодный нерест, медленный темп роста. | 1    | 2  | Вымирающий вид                                   | [ 11 ] |
|                                          | Сибирская стерлядь Acipenser ruthenus ruthenus natio marsiglii (Brandt, 1833) | Река Обь в пределах Новосибирской области до зарегулирования её стока плотиной являлась ареалом для верхнеобского стада сибирской стерляди. Возникновение гидроузла привело к его разделению на две части. В настоящее время в Верхней Оби и Новосибирском водохранилище живёт обособленная группировка стерляди. Достоверных сведений о динамике численности в Новосибирской области за последние десятилетия нет. Заниженная промысловая мера, позволяющая в массе вылавливать особей ранее первого нереста, непомерно возрастающий браконьерский лов, практически бесконтрольный лицензионный вылов, а также уничтожение нерестилищ и зимовальных ям из-за заиления и загрязнения, дноуглубительные работы на водоеме, аварийные ситуации на объектах нефтегазового комплекса. Кроме этого, сказывается прессинг леща в результате конкурентных пищевых отношений является основными лимитирующими факторами. | 3    |    |                                                  | [ 12 ] |
| Отряд Скорпенообразные (Scorpaeniformes) |                                                                               | |      |    |                                                  |        |
| Семейство Рогатковые (Cottidae)          |                                                                               | |      |    |                                                  |        |
|                                          | Сибирский подкаменщик Cottus sibiricus (Kessler, 1889)                        | Встречается в притоках реки Бердь. В Новосибирской области является редким видом. Данные о нахождении в водоемах Новосибирской области носят единичный характер, имеется ограниченное количество водоемов, пригодных для обитания вида. | 4    |    | Вид не представлен в Международной Красной книге | [ 13 ] |